# Dhupchanchia
Dhupchanchia (en bengali : দুপচাঁচিয়া) est une upazila du Bangladesh dans le district de Bogra. En 2011, elle dénombrait 176 678 habitants.